# سارا والش
سارا والش (انگلیسی: Sarah Walsh؛ زادهٔ ۱۱ ژانویهٔ ۱۹۸۳) بازیکن فوتبال اهل استرالیا است.
از باشگاه‌هایی که در آن بازی کرده‌است می‌توان به اسکای بلو اف‌سی، باشگاه فوتبال وسترن سیدنی واندررز، و باشگاه فوتبال سیدنی اشاره کرد.
وی همچنین در تیم ملی فوتبال زنان استرالیا بازی کرده‌است.